# La Vallée (Belgique)
Pour les articles homonymes, voir La Vallée (homonymie).
La Vallée est un hameau de la section de Hanret de la commune belge d’Éghezée située dans la province de Namur en Région wallonne.
La Vallée fait partie d’Éghezée depuis la fusion des communes de 1977.

## Situation
Ce hameau de la campagne hesbignonne namuroise est traversé par la route nationale 924 menant de Wasseiges à Champion. Il avoisine les villages de Bolinne, Hemptinne et Hanret.

## Patrimoine
Parmi les anciennes fermes du hameau, l'une d'entre elles possédant un perron est datée de 1767 par des ancres à la façade du logis.
Placée au carrefour de la rue de Wasseiges et de la rue de la Vallée, une petite chapelle à chevet semi-circulaire en brique sur haut soubassement en pierre calcaire reprend la gravure dont l'inscription C 1786 Q fait ainsi figurer la date de construction de l'édifice et les initiales de Charles Quérion.
On peut aussi voir aussi la chapelle ouverte du Calvaire datant de 1835 et située sur la rue du Calvaire ainsi qu'une potale surmontée d'une croix au carrefour des rues de Wasseiges et de Baquelaine.

## Activités
La partie nord du hameau est occupée par 17 hectares d'arboriculture fruitière sous la forme de pommiers et de poiriers.